# Olympische Sommerspiele 2016/Teilnehmer (Portugal)
| Gelbes Symbol für Goldmedaillen mit stilisierten Olympischen Ringen | Graues Symbol für Silbermedaillen mit stilisierten Olympischen Ringen | Braundes Symbol für Bronzemedaillen mit stilisierten Olympischen Ringen |
| ------------------------------------------------------------------- | --------------------------------------------------------------------- | ----------------------------------------------------------------------- |
| —                                                                   | —                                                                     | 1                                                                       |

Portugal nahm an den Olympischen Spielen 2016 in Rio de Janeiro teil. Es war die insgesamt 24. Teilnahme an Olympischen Sommerspielen. Das Comité Olímpico de Portugal nominierte 92 Athleten in 16 Sportarten.

## Teilnehmer nach Sportarten

### Badminton
| Athleten      | Wettbewerb | Gruppenphase                   | Gruppenphase                                                   | Gruppenphase | Gruppenphase | Achtelfinale  | Achtelfinale  | Viertelfinale | Viertelfinale | Halbfinale    | Halbfinale    | Finale        | Finale        | Rang          |
| Athleten      | Wettbewerb | Gegner                         | Ergebnis                                                       | Punkte       | Rang         | Gegner        | Ergebnis      | Gegner        | Ergebnis      | Gegner        | Ergebnis      | Gegner        | Ergebnis      | Rang          |
| ------------- | ---------- | ------------------------------ | -------------------------------------------------------------- | ------------ | ------------ | ------------- | ------------- | ------------- | ------------- | ------------- | ------------- | ------------- | ------------- | ------------- |
| Frauen        |            |                                |                                                                |              |              |               |               |               |               |               |               |               |               |               |
| Telma Santos  | Einzel     | Li Xuerui Iris Wang Lianne Tan | 0:2 (12:21, 7:21) 1:2 (21:18, 10:21, 12:21) 0:2 (16:21, 18:21) | 96:144       | 4            | ausgeschieden | ausgeschieden | ausgeschieden | ausgeschieden | ausgeschieden | ausgeschieden | ausgeschieden | ausgeschieden | ausgeschieden |
| Männer        |            |                                |                                                                |              |              |               |               |               |               |               |               |               |               |               |
| Pedro Martins | Einzel     | Martin Giuffre Ng Ka Long      | 1:2 (21:14, 22:24, 6:21) 0:2 (17:21, 18:21)                    | 84:101       | 3            | ausgeschieden | ausgeschieden | ausgeschieden | ausgeschieden | ausgeschieden | ausgeschieden | ausgeschieden | ausgeschieden | ausgeschieden |

### Fußball
| Wettbewerb    | Männer |
| ------------- | --- |
| Athleten      | Bruno Varela Joel Pereira Edgar Ié Ricardo Esgaio Paulo Henriqu Tiago Ilori Tobias Figueiredo André Martins Bruno Fernandes Fábio Sturgeon Chico Ramos Sérgio Oliveira Tiago Silva Tomás Podstawski Carlos Mané Gonçalo Paciência Pité Salvador Agra |
| Trainer       | Rui Jorge |
| Gruppenphase  | Argentinien 2:0 (0:0) Honduras 2:1 (2:1) Algerien 1:1 (1:1) |
| Viertelfinale | Deutschland 0:4 (0:1) |
| Halbfinale    | ausgeschieden |
| Finale        | ausgeschieden |
| Platzierung   | – |

### Golf
| Athleten         | Runde 1 | Runde 2 | Runde 3 | Runde 4 | Gesamt | Par | Rang |
| ---------------- | ------- | ------- | ------- | ------- | ------ | --- | ---- |
| Männer           |         |         |         |         |        |     |      |
| Ricardo Gouveia  | 73      | 68      | 76      | 80      | 297    | +13 | 59   |
| José-Filipe Lima | 70      | 70      | 77      | 71      | 288    | +4  | T48  |

### Judo
| Athleten       | Wettbewerb | 1. Runde           | 1. Runde    | 2. Runde      | 2. Runde         | Viertelfinale | Viertelfinale    | Halbfinale / Trostrunde | Halbfinale / Trostrunde | Finale / Platz 3 | Finale / Platz 3 | Rang   |
| Athleten       | Wettbewerb | Gegner             | Ergebnis    | Gegner        | Ergebnis         | Gegner        | Ergebnis         | Gegner                  | Ergebnis                | Gegner           | Ergebnis         | Rang   |
| -------------- | ---------- | ------------------ | ----------- | ------------- | ---------------- | ------------- | ---------------- | ----------------------- | ----------------------- | ---------------- | ---------------- | ------ |
| Frauen         |            |                    |             |               |                  |               |                  |                         |                         |                  |                  |        |
| Joana Ramos    | bis 52 kg  | A. Gasongo         | 102s0:000s0 | Y. Ma         | 000s0:100s0      | ausgeschieden | ausgeschieden    | ausgeschieden           | ausgeschieden           | ausgeschieden    | ausgeschieden    | 9      |
| Telma Monteiro | bis 57 kg  | Freilos            | Freilos     | D. Manuel     | 002s2:000s2      | S. Dorjsuren  | 000s2:000s1 (GS) | A. Pavia                | 100s1:000s0             | C. Căprioriu     | 001s3:000s2      | Bronze |
| Männer         |            |                    |             |               |                  |               |                  |                         |                         |                  |                  |        |
| Sergiu Oleinic | bis 66 kg  | G. Zantaraia       | 001s3:000s0 | W. Mateo      | 000s1:100s1 (GS) | ausgeschieden | ausgeschieden    | ausgeschieden           | ausgeschieden           | ausgeschieden    | ausgeschieden    | 9      |
| Nuno Saraiva   | bis 73 kg  | M. Ungvári         | 000s0:011s1 | ausgeschieden | ausgeschieden    | ausgeschieden | ausgeschieden    | ausgeschieden           | ausgeschieden           | ausgeschieden    | ausgeschieden    | 17     |
| Celio Dias     | bis 90 kg  | C.W.A. Dossou Yovo | 001s1:101s0 | ausgeschieden | ausgeschieden    | ausgeschieden | ausgeschieden    | ausgeschieden           | ausgeschieden           | ausgeschieden    | ausgeschieden    | 17     |
| Jorge Fonseca  | bis 100 kg | L. Krpalek         | 001s3:010s0 | ausgeschieden | ausgeschieden    | ausgeschieden | ausgeschieden    | ausgeschieden           | ausgeschieden           | ausgeschieden    | ausgeschieden    | 17     |

### Kanu

#### Kanurennsport
| Athleten                                                    | Wettbewerb | Vorlauf      | Vorlauf | Halbfinale   | Halbfinale | Finale       | Finale | Rang |
| Athleten                                                    | Wettbewerb | Zeit         | Rang    | Zeit         | Rang       | Zeit         | Rang   | Rang |
| ----------------------------------------------------------- | ---------- | ------------ | ------- | ------------ | ---------- | ------------ | ------ | ---- |
| Frauen                                                      |            |              |         |              |            |              |        |      |
| Francisca Laia                                              | K-1 200 m  | 41,368 s     | 2       | 41,573 s     | 5          | 42,695 s     | 8      | 16   |
| Teresa Portela                                              | K-1 500 m  | 1:56,439 min | 3       | 1:58,360 min | 4          | 1:58,058 min | 3      | 11   |
| Männer                                                      |            |              |         |              |            |              |        |      |
| Fernando Pimenta                                            | K-1 1000 m | 3:33,140 min | 1       | 3:33,420 min | 2          | 3:35,349 min | 5      | 5    |
| Emanuel Silva João Ribeiro                                  | K-2 1000 m | 3:26,284 min | 4       | 3:18,099 min | 1          | 3:12,889 min | 4      | 4    |
| David Fernandes Fernando Pimenta João Ribeiro Emanuel Silva | K-4 1000 m | 3:01,498 min | 4       | 2:58,233 min | 2          | 3:07,482 min | 6      | 6    |
| Hélder Silva                                                | C-1 200 m  | 40,578 s     | 3       | 41,162 s     | 5          | 40,388 s     | 5      | 13   |

#### Kanuslalom
| Athleten      | Wettbewerb | Vorlauf | Vorlauf | Halbfinale | Halbfinale | Finale   | Finale | Rang |
| Athleten      | Wettbewerb | Zeit    | Rang    | Zeit       | Rang       | Zeit     | Rang   | Rang |
| ------------- | ---------- | ------- | ------- | ---------- | ---------- | -------- | ------ | ---- |
| Männer        |            |         |         |            |            |          |        |      |
| José Carvalho | C-1        | 99,18 s | 11      | 101,04 s   | 9          | 105,74 s | 9      | 9    |

### Leichtathletik
Laufen und Gehen 
| Athleten           | Wettbewerb   | Runde 1     | Runde 1 | Halbfinale    | Halbfinale    | Finale        | Finale        | Rang |
| Athleten           | Wettbewerb   | Zeit        | Rang    | Zeit          | Rang          | Zeit          | Rang          | Rang |
| ------------------ | ------------ | ----------- | ------- | ------------- | ------------- | ------------- | ------------- | ---- |
| Frauen             |              |             |         |               |               |               |               |      |
| Lorène Bazolo      | 100 m        | 11,43 s     | 28      | ausgeschieden | ausgeschieden | ausgeschieden | ausgeschieden | 28   |
| Lorène Bazolo      | 200 m        | 23,01 s     | 30      | ausgeschieden | ausgeschieden | ausgeschieden | ausgeschieden | 30   |
| Cátia Azevedo      | 400 m        | 52,38 s     | 31      | ausgeschieden | ausgeschieden | ausgeschieden | ausgeschieden | 31   |
| Marta Pen          | 1500 m       | 4:18,53 min | 36      | ausgeschieden | ausgeschieden | ausgeschieden | ausgeschieden | 36   |
| Carla Salomé Rocha | 10.000 m     | –           | –       | –             | –             | 32:06,05 min  | 26            | 26   |
| Jéssica Augusto    | Marathon     | –           | –       | –             | –             | nicht beendet | nicht beendet | –    |
| Ana Dulce Félix    | Marathon     | –           | –       | –             | –             | 2:30:39 h     | 16            | 16   |
| Sara Moreira       | Marathon     | –           | –       | –             | –             | nicht beendet | nicht beendet | –    |
| Ana Cabecinha      | 20 km Gehen  | –           | –       | –             | –             | 1:29:23 h     | 6             | 6    |
| Daniela Cardoso    | 20 km Gehen  | –           | –       | –             | –             | 1:36:13 h     | 37            | 37   |
| Inês Henriques     | 20 km Gehen  | –           | –       | –             | –             | 1:31:28 h     | 12            | 12   |
| Vera Barbosa       | 400 m Hürden | 57,28 s     | 33      | ausgeschieden | ausgeschieden | ausgeschieden | ausgeschieden | 33   |
| Männer             |              |             |         |               |               |               |               |      |
| Ricardo Ribas      | Marathon     | –           | –       | –             | –             | 2:38:29 h     | 134           | 134  |
| Rui Pedro Silva    | Marathon     | –           | –       | –             | –             | 2:30:52 h     | 123           | 123  |
| João Vieira        | 20 km Gehen  | –           | –       | –             | –             | 1:23:03 h     | 31            | 31   |
| Sérgio Vieira      | 20 km Gehen  | –           | –       | –             | –             | 1:27:39 h     | 33            | 33   |
| Miguel Carvalho    | 50 km Gehen  | –           | –       | –             | –             | 4:08:16 h     | 36            | 36   |
| Pedro Isidro       | 50 km Gehen  | –           | –       | –             | –             | 4:03:42 h     | 32            | 32   |
| João Vieira        | 50 km Gehen  | –           | –       | –             | –             | nicht beendet | nicht beendet | –    |

 Springen und Werfen 
| Athleten             | Wettbewerb     | Qualifikation    | Qualifikation    | Finale           | Finale           | Rang             |
| Athleten             | Wettbewerb     | Weite/Höhe       | Rang             | Weite/Höhe       | Rang             | Rang             |
| -------------------- | -------------- | ---------------- | ---------------- | ---------------- | ---------------- | ---------------- |
| Frauen               |                |                  |                  |                  |                  |                  |
| Marta Onofre         | Stabhochsprung | 4,30 m           | 24               | ausgeschieden    | ausgeschieden    | 24               |
| Maria Leonor Tavares | Stabhochsprung | 4,15 m           | 29               | ausgeschieden    | ausgeschieden    | 29               |
| Susana Costa         | Dreisprung     | 14,12 m          | 11               | 14,12 m          | 9                | 9                |
| Patrícia Mamona      | Dreisprung     | 14,18 m          | 9                | 14,65 m          | 6                | 6                |
| Irina Rodrigues      | Diskuswurf     | nicht angetreten | nicht angetreten | nicht angetreten | nicht angetreten | nicht angetreten |
| Männer               |                |                  |                  |                  |                  |                  |
| Nelson Évora         | Dreisprung     | 16,99 m          | 4                | 17,03 m          | 6                | 6                |
| Tsanko Arnaudov      | Kugelstoßen    | 18,88 m          | 29               | ausgeschieden    | ausgeschieden    | 29               |

### Radsport

#### Straße
| Athleten        | Wettbewerb       | Zeit          | Rang          |
| --------------- | ---------------- | ------------- | ------------- |
| Männer          |                  |               |               |
| André Cardoso   | Straßenrennen    | 6:22:23 h     | 36            |
| Rui Costa       | Straßenrennen    | 6:12:34 h     | 10            |
| José Mendes     | Straßenrennen    | 6:30:05 h     | 53            |
| Nélson Oliveira | Straßenrennen    | nicht beendet | nicht beendet |
| Nélson Oliveira | Einzelzeitfahren | 1:14:15,27 h  | 7             |

#### Mountainbike
| Athleten       | Wettbewerb    | Zeit       | Rang |
| -------------- | ------------- | ---------- | ---- |
| Männer         |               |            |      |
| Tiago Ferreira | Cross-Country | überrundet | 39   |
| David Rosa     | Cross-Country | überrundet | 44   |

### Reiten
| Springen                      |            |                  |               |               |              |              |      |
| Athleten                      | Wettbewerb | Strafpunkte      | Strafpunkte   | Strafpunkte   | Strafpunkte  | Strafpunkte  | Rang |
| Athleten                      | Wettbewerb | 1. Qualifikation | Nationenpreis | Nationenpreis | Einzelfinale | Einzelfinale | Rang |
| Athleten                      | Wettbewerb | 1. Qualifikation | 1. Umlauf     | 2. Umlauf     | 1. Umlauf    | 2. Umlauf    | Rang |
| Luciana Diniz mit Fit For Fun | Einzel     | (8)              | (0)           | (5)           | (4)          | (0)          | 9    |

### Schießen
| Athleten   | Wettbewerb             | Qualifikation   | Qualifikation | Finale          | Finale        | Ringe/ Scheiben | Rang |
| Athleten   | Wettbewerb             | Ringe/ Scheiben | Rang          | Ringe/ Scheiben | Rang          | Ringe/ Scheiben | Rang |
| ---------- | ---------------------- | --------------- | ------------- | --------------- | ------------- | --------------- | ---- |
| Männer     |                        |                 |               |                 |               |                 |      |
| João Costa | Luftpistole 10 Meter   | 578             | 11            | ausgeschieden   | ausgeschieden | 578             | 11   |
| João Costa | Freie Pistole 50 Meter | 554             | 11            | ausgeschieden   | ausgeschieden | 554             | 11   |

### Schwimmen
| Athleten            | Wettbewerb       | Vorlauf     | Vorlauf | Halbfinale    | Halbfinale    | Finale        | Finale        | Rang |
| Athleten            | Wettbewerb       | Zeit        | Rang    | Zeit          | Rang          | Zeit          | Rang          | Rang |
| ------------------- | ---------------- | ----------- | ------- | ------------- | ------------- | ------------- | ------------- | ---- |
| Frauen              |                  |             |         |               |               |               |               |      |
| Tamila Holub        | 800 m Freistil   | 8:45,36 min | 24      | –             | –             | ausgeschieden | ausgeschieden | 24   |
| Victoria Kaminskaya | 200 m Lagen      | 2:16,78 min | 35      | ausgeschieden | ausgeschieden | ausgeschieden | ausgeschieden | 35   |
| Victoria Kaminskaya | 400 m Lagen      | 4:46,03 min | 28      | –             | –             | ausgeschieden | ausgeschieden | 28   |
| Vânia Neves         | 10 km Freiwasser | –           | –       | –             | –             | 2:01:39,3 h   | 24            | 24   |
| Männer              |                  |             |         |               |               |               |               |      |
| Diogo Carvalho      | 200 m Lagen      | 2:00,17 min | 19      | ausgeschieden | ausgeschieden | ausgeschieden | ausgeschieden | 19   |
| Alexis Santos       | 200 m Lagen      | 1:59,67 min | 12      | 2:00,08 min   | 12            | ausgeschieden | ausgeschieden | 12   |
| Alexis Santos       | 400 m Lagen      | 4:15,84 min | 14      | –             | –             | ausgeschieden | ausgeschieden | 14   |

### Segeln
Fleet Race
| Athleten              | Wettbewerb      | Qualifikation | Qualifikation | Medal Race    | Medal Race    | Punkte | Rang |
| Athleten              | Wettbewerb      | Punkte        | Rang          | Punkte        | Rang          | Punkte | Rang |
| --------------------- | --------------- | ------------- | ------------- | ------------- | ------------- | ------ | ---- |
| Frauen                |                 |               |               |               |               |        |      |
| Sara Carmo            | Laser Radial    | 235           | 27            | ausgeschieden | ausgeschieden | 235    | 27   |
| Männer                |                 |               |               |               |               |        |      |
| João Rodrigues        | Windsurfen RS:X | 148           | 11            | ausgeschieden | ausgeschieden | 148    | 11   |
| Gustavo Lima          | Laser           | 175           | 22            | ausgeschieden | ausgeschieden | 175    | 22   |
| José Costa Jorge Lima | 49er            | 122           | 16            | ausgeschieden | ausgeschieden | 122    | 16   |

### Taekwondo
| Athleten     | Wettbewerb       | Achtelfinale | Achtelfinale | Viertelfinale | Viertelfinale | Hoffnungsrunde Halbfinale | Hoffnungsrunde Halbfinale | Halbfinale    | Halbfinale    | Hoffnungsrunde Finale | Hoffnungsrunde Finale | Finale        | Finale        | Rang          |
| Athleten     | Wettbewerb       | Gegner       | Ergebnis     | Gegner        | Ergebnis      | Gegner                    | Ergebnis                  | Gegner        | Ergebnis      | Gegner                | Ergebnis              | Gegner        | Ergebnis      | Rang          |
| ------------ | ---------------- | ------------ | ------------ | ------------- | ------------- | ------------------------- | ------------------------- | ------------- | ------------- | --------------------- | --------------------- | ------------- | ------------- | ------------- |
| Männer       |                  |              |              |               |               |                           |                           |               |               |                       |                       |               |               |               |
| Rui Bragança | Klasse bis 58 kg | Óscar Muñoz  | 14:2         | Luisito Pié   | 1:4           | ausgeschieden             | ausgeschieden             | ausgeschieden | ausgeschieden | ausgeschieden         | ausgeschieden         | ausgeschieden | ausgeschieden | ausgeschieden |

### Tischtennis
| Athleten                                    | Wettbewerb | 1. Runde   | 1. Runde | 2. Runde         | 2. Runde | 3. Runde       | 3. Runde      | 4. Runde      | 4. Runde      | Viertelfinale | Viertelfinale | Halbfinale    | Halbfinale    | Finale        | Finale        | Rang          |
| Athleten                                    | Wettbewerb | Gegner     | Ergebnis | Gegner           | Ergebnis | Gegner         | Ergebnis      | Gegner        | Ergebnis      | Gegner        | Ergebnis      | Gegner        | Ergebnis      | Gegner        | Ergebnis      | Rang          |
| ------------------------------------------- | ---------- | ---------- | -------- | ---------------- | -------- | -------------- | ------------- | ------------- | ------------- | ------------- | ------------- | ------------- | ------------- | ------------- | ------------- | ------------- |
| Frauen                                      |            |            |          |                  |          |                |               |               |               |               |               |               |               |               |               |               |
| Shao Jieni                                  | Einzel     | Freilos    | Freilos  | Lily Zhang       | 0:4      | ausgeschieden  | ausgeschieden | ausgeschieden | ausgeschieden | ausgeschieden | ausgeschieden | ausgeschieden | ausgeschieden | ausgeschieden | ausgeschieden | ausgeschieden |
| Fu Yu                                       | Einzel     | Freilos    | Freilos  | Nanthana Komwong | 3:4      | ausgeschieden  | ausgeschieden | ausgeschieden | ausgeschieden | ausgeschieden | ausgeschieden | ausgeschieden | ausgeschieden | ausgeschieden | ausgeschieden | ausgeschieden |
| Männer                                      |            |            |          |                  |          |                |               |               |               |               |               |               |               |               |               |               |
| Tiago Apolónia                              | Einzel     | Freilos    | Freilos  | Freilos          | Freilos  | Bojan Tokič    | 1:4           | ausgeschieden | ausgeschieden | ausgeschieden | ausgeschieden | ausgeschieden | ausgeschieden | ausgeschieden | ausgeschieden | ausgeschieden |
| Marcos Freitas                              | Einzel     | Freilos    | Freilos  | Freilos          | Freilos  | Ovidiu Ionescu | 4:1           | Kou Lei       | 4:0           | Jun Mizutani  | 2:4           | ausgeschieden | ausgeschieden | ausgeschieden | ausgeschieden | ausgeschieden |
| Tiago Apolónia Marcos Freitas João Monteiro | Mannschaft | Österreich | 1:3      | –                | –        | –              | –             | –             | –             | ausgeschieden | ausgeschieden | ausgeschieden | ausgeschieden | ausgeschieden | ausgeschieden | ausgeschieden |

### Tennis
| Athleten                | Wettbewerb | 1. Runde                   | 1. Runde   | 2. Runde              | 2. Runde      | Achtelfinale                 | Achtelfinale  | Viertelfinale | Viertelfinale | Halbfinale    | Halbfinale    | Finale        | Finale        |
| Athleten                | Wettbewerb | Gegner                     | Ergebnis   | Gegner                | Ergebnis      | Gegner                       | Ergebnis      | Gegner        | Ergebnis      | Gegner        | Ergebnis      | Gegner        | Ergebnis      |
| ----------------------- | ---------- | -------------------------- | ---------- | --------------------- | ------------- | ---------------------------- | ------------- | ------------- | ------------- | ------------- | ------------- | ------------- | ------------- |
| Männer                  |            |                            |            |                       |               |                              |               |               |               |               |               |               |               |
| João Sousa              | Einzel     | Robin Haase                | 6:1, 7:5   | Juan Martín del Potro | 3:6, 6:1, 3:6 | ausgeschieden                | ausgeschieden | ausgeschieden | ausgeschieden | ausgeschieden | ausgeschieden | ausgeschieden | ausgeschieden |
| Gastão Elias            | Einzel     | Thanasi Kokkinakis         | 7:64, 7:63 | Steve Johnson         | 3:6, 4:6      | ausgeschieden                | ausgeschieden | ausgeschieden | ausgeschieden | ausgeschieden | ausgeschieden | ausgeschieden | ausgeschieden |
| João Sousa Gastão Elias | Einzel     | Andrej Martin Igor Zelenay | 6:4, 6:2   | –                     | –             | Daniel Nestor Vasek Pospisil | 1:6, 4:6      | ausgeschieden | ausgeschieden | ausgeschieden | ausgeschieden | ausgeschieden | ausgeschieden |

### Triathlon
| Athleten          | Wettbewerb | Zeit      | Rang |
| ----------------- | ---------- | --------- | ---- |
| Männer            |            |           |      |
| Miguel Arraiolos  | Einzel     | 1:53:35 h | 44   |
| João José Pereira | Einzel     | 1:45:52 h | 5    |
| João Pedro Silva  | Einzel     | 1:51:33 h | 35   |

### Turnen

#### Gerätturnen
| Athleten           | Wettbewerb       | Qualifikation | Qualifikation | Finale        | Finale        | Rang |
| Athleten           | Wettbewerb       | Punkte        | Rang          | Punkte        | Rang          | Rang |
| ------------------ | ---------------- | ------------- | ------------- | ------------- | ------------- | ---- |
| Frauen             |                  |               |               |               |               |      |
| Ana Filipa Martins | Mehrkampf Einzel | 54,298        | 37            | ausgeschieden | ausgeschieden | 37   |

#### Trampolinturnen
| Athleten    | Wettbewerb | Qualifikation | Qualifikation | Finale        | Finale        | Rang |
| Athleten    | Wettbewerb | Punkte        | Rang          | Punkte        | Rang          | Rang |
| ----------- | ---------- | ------------- | ------------- | ------------- | ------------- | ---- |
| Frauen      |            |               |               |               |               |      |
| Ana Rente   | Einzel     | 97,885        | 11            | ausgeschieden | ausgeschieden | 11   |
| Männer      |            |               |               |               |               |      |
| Diogo Abreu | Einzel     | 55,855        | 16            | ausgeschieden | ausgeschieden | 16   |